# Ménil-Hermei
Ménil-Hermei település Franciaországban, Orne megyében. Lakosainak száma 201 fő (2022. január 1.). Ménil-Hermei Les Isles-Bardel, Bazoches-au-Houlme, Ménil-Vin és Putanges-le-Lac községekkel határos.

## Népesség
A település népességének változása:
| Lakosok száma | 207  | 203  | 212  | 203  | 204  | 205  | 203  | 202  | 201  |
|               | 2013 | 2015 | 2016 | 2017 | 2018 | 2019 | 2020 | 2021 | 2022 |